# مؤسسة تطوير قواعد الإطلاق الأوربية

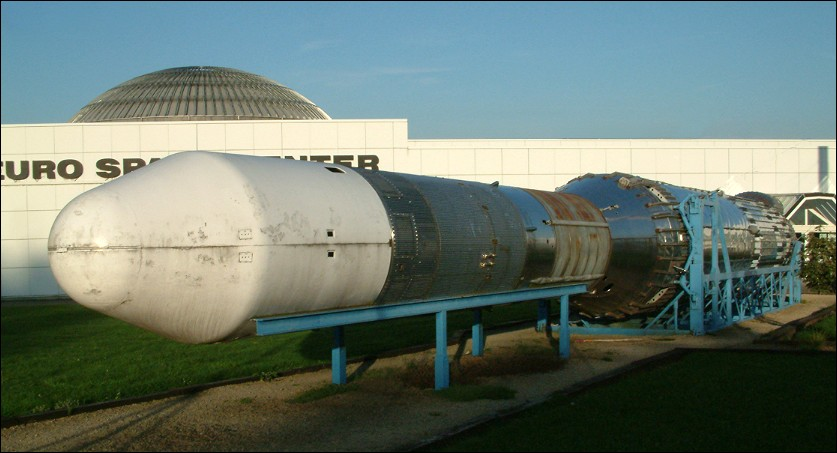
إلدو

مؤسسة تطوير قواعد الإطلاق الأوربية (إلدو) هي منظمة أبحاث الفضاء الأوروبية السابقة، وقد وضعت لأول مرة من أجل إنشاء مركبة إطلاق سواتل لأوروبا بوجه عام، كانت هناك 10 عمليات إطلاق تم إجراؤها في إطار تمويل مؤسسة التنمية الاقتصادية وتألفت المنظمة من بلجيكا وبريطانيا وفرنسا وألمانيا وإيطاليا وهولندا، وكانت أستراليا عضوا منتسبا في المنظمة، في البداية، كان موقع الإطلاق في ووميرا، أستراليا، ولكن تم نقله لاحقا إلى موقع كورو الفرنسي، في غيانا الفرنسية. تم إنشاء البرنامج ليحل محل برنامج الصواريخ الزرقاء الانتصارات بعد إلغائه في عام 1960، في عام 1974، بعد إطلاق الأقمار الصناعية غير الناجحة، تم دمج البرنامج مع المنظمة الأوروبية للبحوث الفضائية لتشكيل وكالة الفضاء الأوروبية.